# 劉純燕
劉 純燕（リウ・チュンイェン、1966年8月20日 - ）は、中華人民共和国の司会者、声優。

## 略歴
1966年8月20日、北京市生まれ。
1988年にはニュースキャスターの王寧と結婚。
1990年中国伝媒大学播音（ラジオ）系卒業。
1991年、中国中央電視台『大風車』の司会を務めた。同年、金話筒賞を受賞する。
1999年長女の王逸宸が誕生。

## テレビ番組
- 『大風車』

## 出演作品
- 『熊貓総動員』（潘妮）
- 『ドラえもん』（ドラえもん）[2]
- 『鉄腕アトム』（阿童木）
- 『小龍人』（小龍人）
- 『紅楼夢』（襲人）
- 『三国演義』（貂蝉）
- 『阿信』（加代）
- 『生命』（佐智）
- 『80デイズ』（インドの王女）
- 『我們の小怪物』（カール・マルクス）
- 『苦児流浪記』（馬瑞）
- 『ミッキーマウス』（ミニーマウス）
- 『帶狗の警官』（斯蒂衛）
- 『跑天跑地』（跑跑）
- 『福娃』（貝貝）
- 『快楽奔跑』（小隊長）
- 『孔子』（蘭花仙子）
- 『西柏坡』（核桃）
- 『新大頭児子小頭爸爸』（大頭児子）
- 『2015年春節聯歡晩会』（陽陽）[3]
- 『STAND BY ME ドラえもん』（ドラえもん）[4]
- 『冰雪女王』（格爾達）
- 『映画ドラえもん のび太の宝島』（ドラえもん）[5]

## 受賞
1989年、『小歌星』、飛天賞。
1999年、第四期金話筒賞銀賞。
2006年、双十佳主持人甲等。
2010年、双十佳主持人甲等。
2011年、金話筒賞。